# カミングアウト (2014年の映画)
『カミングアウト』(英：Coming out ）は、2014年11月29日に公開された日本映画。犬童一利監督作品。第23回東京国際レズビアン&ゲイ映画祭上映作品。
ゲイ(男性の同性愛者)であることをひた隠しに暮らす大学生が、周りにカミングアウトするか悩み、自分自身と向き合い一歩踏み出すドラマ。

## 解説
本作でのカミングアウトとは、同性愛者が周りの人に自身の性的指向を打ち明けることとしている。詳しい意味は、『カミングアウト』を参照。
LGBT(エル・ジー・ビー・ティー)とは、レズビアン、ゲイ、バイ、トランスジェンダーの英語表記の頭文字を取ったものである。詳しくは『LGBT』を参照。
映画のタイトル表記では「カミングアウト」の題字と共にLGBTの象徴とされるレインボーフラッグの6色である「赤・橙・黄・緑・青・紫」が使われている。ちなみに橙以外の5色の名称が、作中の登場人物の名前に使われている。

## あらすじ
大学生の赤間陽は、親友の昇や先輩のかないたちと『SUNRISE』というサークルに所属している。新学期に明日香と美穂たち新入生が新しく加入し、それ以降陽はこの5人で過ごすことが多くなる。実家暮らしの陽は、OLをしている姉・啓子と専業主婦の母・典子、口数の少ない父・秀二の4人家族。陽は周りには彼女持ちのフリをしているが、実はゲイで密かに昇に恋心を寄せていた。
ゲイバー『B♭』では、その日もママや店員の剛それに常連客の香が陽を温かく迎えてくれる。片思い中の昇が明日香に興味を持ち始めたことを話すなど、陽にとって唯一本当の自分をさらけ出せる場所。そんな中、剛が近々帰郷して実家の母にカミングアウトすると知った陽は、勇気のいるその行動を応援する。しかし、その直後剛が帰郷する前に母親が事故により急死してしまい、葬儀に向かうため仕事を休みママたちに心配される。
数日後陽は、昇から年内で大学を辞めて俳優になるために、アメリカに演技の勉強をしに行くと突然告げられる。唖然とする陽に昇は、父親から「自分から目を逸らすな、人生は一度切りだ」と言われて決断したと答える。その言葉を受けて陽も将来について考えるが、常に「同性愛」がついて回り頭を悩ませる。昇はカミングアウトについても考えるが、相手の反応が怖くて「いつか言えればいいか」と先送りにする。
6月になりサークル仲間の5人は海にでかけるが、昇と明日香が交際し始めたことに陽はショックを受ける。また、昇から美穂が陽に(異性として)好意を持っているらしいと言われ、複雑な思いを持つ。その後大学では美穂と明日香がたまたま『LGBT』の授業を受けるが、身近な存在とは信じられないと陽に語る。陽の家では、自分の息子がまさか同性愛者だとは知らずに家族が楽しく暮らしいる。親しい人たちの言動を見聞きした陽は、カミングアウトするより今まで通り隠し続けた方がいいのかと迷う。
母の葬儀などで休んでいた剛がしばらくぶりに『B♭』に現れ、ママと香にこの数日間のことを話す。剛は親族にカミングアウトしたが拒絶されたこと、母親にもっと早く打ち明ければ良かったことなどを伝える。その話を偶然店に訪れドア越しに聞いた陽は、そのまま一人浜辺に向かう。この数ヶ月間の自分と親しい人との会話が頭の中を巡り、改めてカミングアウトについて悩む陽。思い悩んだ末に、待っていても「いつか」なんてやってこないと気づき、陽は親しい人たちにカミングアウトする。

## キャスト
赤間陽(よう)
演 - 高橋直人 (俳優)
ゲイの大学生。ただし周りには異性愛者として生きていて彼女持ちのフリをしている。自身がゲイだと伝えているのは、『B♭』のママと剛と香にだけ。家族とは仲は悪くないが、どちらかと言うと大人しい性格で秘密主義なところがある。親しい人たちにカミングアウトすべきか悩み始める。
緑川昇(のぼる)
演 - 岡村優
陽の親友。ルーズな性格で授業に出なかったり、陽から授業のプリントを借りるなどしている。密かに役者になりたいという夢を持つ。ある時父親から「人生は一度切り」と言葉をかけられたことで夢に向かって歩き出す。サークルの新入生歓迎会の時から明日香のことが気になりだす。

### サークルの関係者
黄瀬美穂
演 - 夏緒
サークルの後輩。陽に好意を寄せるが、うぶで恋愛に関して奥手気味。かないが持ってきた(本人によると説明会で無料配布された)TENGAのタマゴ型の商品を初めて見て、普通の卵と勘違いする。
紫田明日香(しばたあすか)
演 - 高山侑子
サークルの後輩。美穂とは親友で同じクラス。いつも一緒に行動する陽と昇を(陽がゲイとは知らずに)まるで恋人同士みたいとからかう。後に昇と付き合い始める。
かない
サークルの先輩。サークル『SUNRISE』の具体的な活動は不明だが、仲間内で集まって色んな事をして楽しんでいる。髪型はロン毛。お調子者でチャラい言動をするが、同性愛に偏見は持っていない。なんとかして女性にモテたがっている。愛車は、アルファロメオ・ミト。

### 陽の家族
赤間啓子
演 - 辻恵美
陽の姉。OLとして働く。姉弟仲はいいが、恋愛に関してあまり話したがらない陽を詮索する。恋人がいるものの、今のところ結婚にはのんびりと構えている。
赤間典子
演 - 杉崎佳穂
陽の母。専業主婦。陽によく「付き合っている彼女に一度会ってみたい」とせがむ。また早く孫の顔が見たいと思っている。朗らかな性格で、テレビのバラエティ番組好き。
赤間秀二
演 - 高岡瓶々
陽の父。寡黙な性格で啓子に言わせると「頭が硬い」。家のリビングに家族がいても、一人の時間を楽しむことが多い。お酒好きで、啓子の結婚を想像しては寂しさを感じながら飲んでいる。

### ゲイバーの関係者
青木剛(つよし)
演 - 秋山浩介(TooT Aki)
『B♭』の店員。人懐っこい性格で常連客には嫌味な冗談も言う。普段オネェ言葉を使っているが実家の母親と話す時だけは男言葉を使う。母子家庭で近々母親にカミングアウトを考えている。ブログをやっており、閲覧する陽や他のゲイたちの励みになる存在となっている。
ゲイバーのママ
演 - 歌川たいじ
陽の行きつけのゲイバー『B♭』(ビー・フラット)の経営者。懐の深い性格で面倒見が良く、母子家庭の剛を気遣う行動を見せる。またゲイの先輩として、悩み多き陽に色々とアドバイスする。
桃井香(かおり)
演 - 一ノ瀬文香
男性客が多い『B♭』では珍しい、女性の常連客。同性愛の知識はあるが、作中での本人の詳しいセクシャリティは不明。いつもバーカウンターの角の席で一人で飲んでいる。陽の相談事に乗る。

### その他
あきら
啓子の恋人。赤間家公認の仲で時々けいこの自宅に訪れては、リビングで楽しく過ごしている。
篤志
演 - 美漸(Bizen)
タトゥーの彫師。またイラストが得意で自身が描いたものを路上販売している。『B♭』の店内にも絵が飾られていて、剛の顔なじみ。両手両足などにタトゥーを入れているが、物静かな人。
ゼミの教授
美穂と明日香のゼミでLGBTについて取り上げる。作中では「世界の人口が100人とするとLGBTの人の割合は11人いるそうです」と説明し、LGBTが身近な存在であることを教える。
その他
- 清水克彦
- 今井雄太郎
- 木村利信

## スタッフ
- 脚本・監督　犬童一利
- 製作：横川康次、曽根剛(LILYFILM)
- プロデューサー：林和哉
- 撮影・編集：曽根剛
- 録音：南川淳
- 助監督：若松直人
- 製作：最上勝司
- 衣装：永野桃子
- ヘアメイク：堀 奈津子
- スチール：川上亮、岩渕健一
- キャスティング協力：津田智(SDP)
- 題字：ジャスティス森本
- アートディレクター：ジャスティス森本
- 映像効果：井上陽子
- 整音：梶江隆一(映音空間)
- 音楽：小林直幸
- 協賛：NPO法人自立支援センターむく、アルファロメオ、TENGA
- 宣伝：ボダパカ合同会社
- 製作　「カミングアウト」製作委員会

## 主題歌
- 「応援の唄」歌：ききまたく

## 作中の参考図書
- 『カミングアウト・レターズ』(編:RYOJI＋砂川秀樹／発行：太郎次郎社エディタス)
- 『ボクの彼氏はどこにいる？』(著:石川大我／刊：講談社)